# Burattinaio (personaggio)
Il Burattinaio (Puppet Master), il cui vero nome è Phillip Masters, è un personaggio dei fumetti creato da Stan Lee (testi) e Jack Kirby (disegni), pubblicato dalla Marvel Comics. La sua prima apparizione avviene in The Fantastic Four (vol. 1) n. 8 (novembre 1962).
È un eccelso scultore che costruisce burattini con fattezze di persone reali utilizzando una argilla radioattiva grazie ai quali riesce a controllare la loro mente, comandandone le azioni. È il padre di Alicia Masters, scultrice cieca con cui Ben Grimm (La Cosa) ha avuto una lunga relazione.

## Biografia
Nato in Transia, Phillip Masters scoprirà di avere un talento naturale per la scultura, usando una speciale creta trovata sul monte Wundagore. Giunto in America, Phillip diventerà un biologo, e fonderà un'azienda assieme all'amico Jacob Reiss, innamorandosi però della moglie di quest'ultimo, Marcia Deaton.
Preso dalla gelosia, Phillip ucciderà per errore Jacob, arrivando così a sposare Marcia, e ad adottare la figlia cieca di lei, Alicia. Phillip amerà Alicia come se fosse sua figlia, spingendola a diventare una scultrice, ed in poco tempo la ragazza diventerà una delle artiste più apprezzate del paese. Dopo la morte di Marcia però, Phillip impazzirà e diventerà un criminale.
In una storia successivamente pubblicata viene spiegato che Philip era stato il responsabile della cecità della ragazza, che aveva causato con un'esplosione radioattiva durante la lotta con un suo rivale.
Philip scoprirà di poter prendere il controllo della mente di chiunque, se solo ne scolpiva le fattezze con la sua creta radioattiva. L'ondata di crimine messa in piedi da personaggi insospettabili metterà in allarme i Fantastici Quattro, che fermeranno Phillip a più riprese. Quando Alicia si innamorerà della Cosa, Phillip nel corso degli anni passerà dall'amare la Cosa, perché questo rendeva felice la figlia, all'odiarlo con fervore.
Per un periodo, la mente di Phillip sarà trasportata in un corpo di creta, ma in seguito tornerà ad avere un corpo umano, ma ringiovanito nell'aspetto.

## Altri media
Questo personaggio viene citato nella versione estesa di I Fantastici 4 (che ha 20 minuti aggiuntivi) da Alicia Masters, e si vedono i suoi burattini mistici che usa per possedere le persone appesi su una parete del negozio della Masters.
Compare inoltre nel videogioco ufficiale del film I Fantastici 4.
Il Burattinaio compare anche nelle versioni animate dei Fantastici Quattro del 1994 (I Fantastici Quattro) e del 2006 (I Fantastici 4 - I più grandi eroi del mondo). Nella prima è perfettamente identico alla controparte cartacea, basso e megalomane, ma si serve di "creta neogenetica" anziché radioattiva. Nella seconda è più alto e abbronzato, con dei tatuaggi; l'argilla che lavora è stata colpita da un pezzo della stazione orbitante dei Fantastici Quattro irradiata dai raggi cosmici. Riesce a manovrare le persone manipolando i burattini, con il solo pensiero o grazie a un casco costruito da Mister Fantastic.